# Kij hokejowy

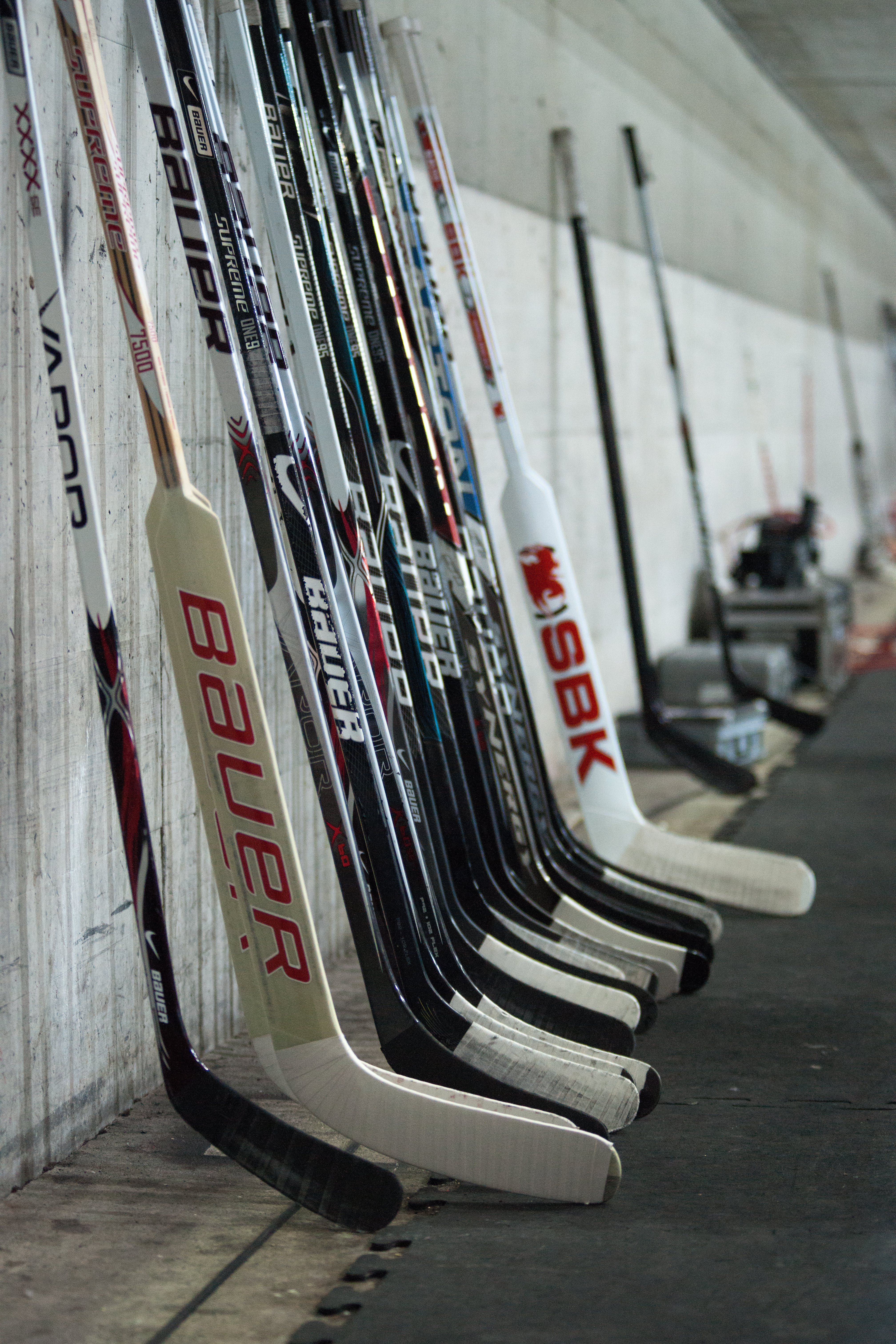
Kije hokejowe

Kij hokejowy – element sprzętu używanego w hokeju na lodzie służący hokeiście do uderzania krążka. Kij hokejowy wykonany jest z drewna lub z materiału kompozytowego. Istnieje również jego odmiana, na którą mówi się popularnie „rura”. Jest ona zbudowana z metalu, lecz nie jest niczym wypełniona. Do „rury” przyczepia się łopatkę i może ona zastąpić tradycyjny kij hokejowy.

## Wymiary i producenci
Wymiary kija hokejowego gracza z pola:
- maksymalna długość trzonka kija wynosi 163 cm (mierzona od góry trzonka do piętki), szerokość 3 cm, grubość 2,54 cm;
- maksymalna długość łopatki kija wynosi 32 cm wzdłuż dolnej krawędzi od piętki do końca łopatki i musi mieć pomiędzy 5 a 7,62 cm wysokości;
- wyjątki od dozwolonej długości kija są możliwe, jeśli gracz ma, co najmniej 2 metry wzrostu a długość trzonka kija nie przekracza 165,1 cm.

Wymiary kija hokejowego bramkarza:
- maksymalna długość trzonka kija bramkarza to 163 cm (mierząc od końca trzonka kija aż do kolanka), szerokość 3 cm, grubość 2,54 cm;
- trzonek kija bramkarza składa się z dwóch części: niżej położona część do kolanka w dół nie może być dłuższa niż 71 cm i nie może być szersza niż 9 cm;
- maksymalna długość łopatki to 39 cm (mierząc od kolanka do końca dolnej części łopatki), wysokość 9 cm, z wyjątkiem kolanka, gdzie szerokość może maksymalnie osiągnąć wymiar 11,5 cm. Maksymalne wygięcie łopatki to 1,5 cm.

Najpopularniejsi producenci kijów hokejowych to między innymi Bauer Hockey, CCM, Jofa, Nike, Reebok, Sher-Wood, Warrior Sports.